# Route 118 (Colombie-Britannique)
La Route 118 est une route de 49 km (30 mi) agissant comme route collectrice de la route 16 dans le District régional de Bulkley-Nechako.
Numérotée en 2003, la route 118 porte le plus haut numéro de route de la province qui n'est pas dérivé d'un numéro prolongeant une US Route. La route peu fréquentée offre un lien entre Topley et le village de Granisle au nord.

## Intersections majeures
| District régional | Ville    | km    | Destinations                         | Notes |
| ----------------- | -------- | ----- | ------------------------------------ | ----- |
| Bulkley-Nechako   | Topley   | 0,00  | BC-16 – Prince George, Prince Rupert |       |
| Bulkley-Nechako   | Granisle | 48,86 | Entrée de la marina de Granisle      |       |
|                   |          |       |                                      |       |